# 鹰
- 關於生物分類學上的分類，請見「鷹形目」。
- 關於其他可能用法，請見「老鹰 (消歧义)」。

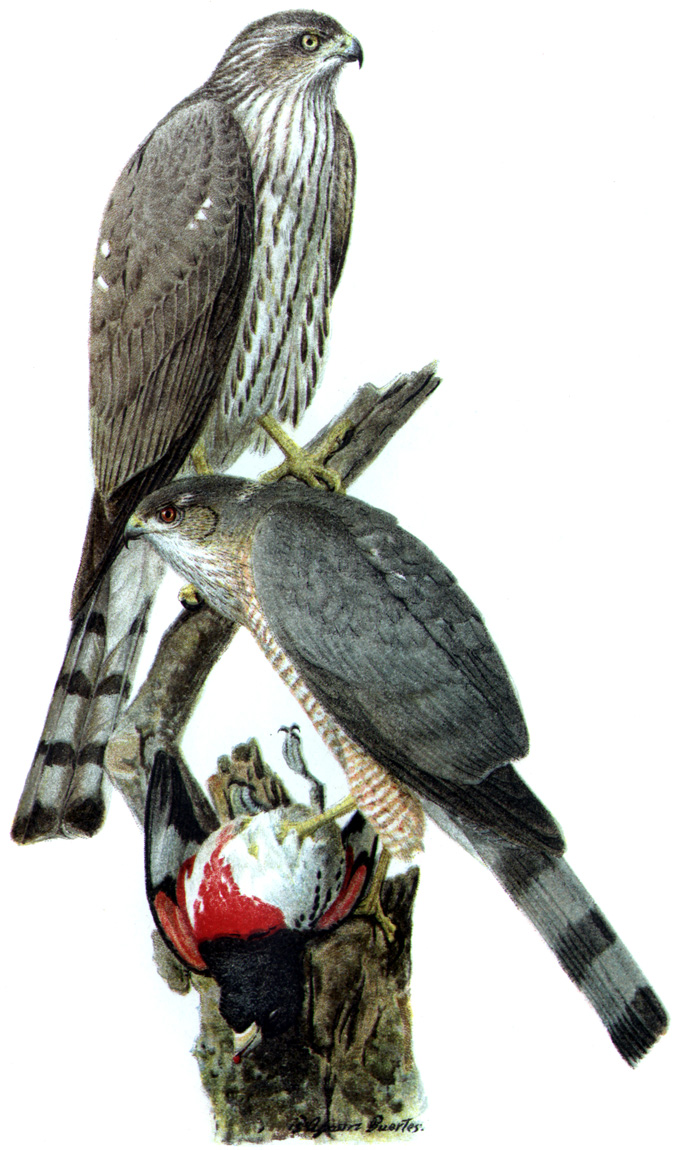
條紋鷹

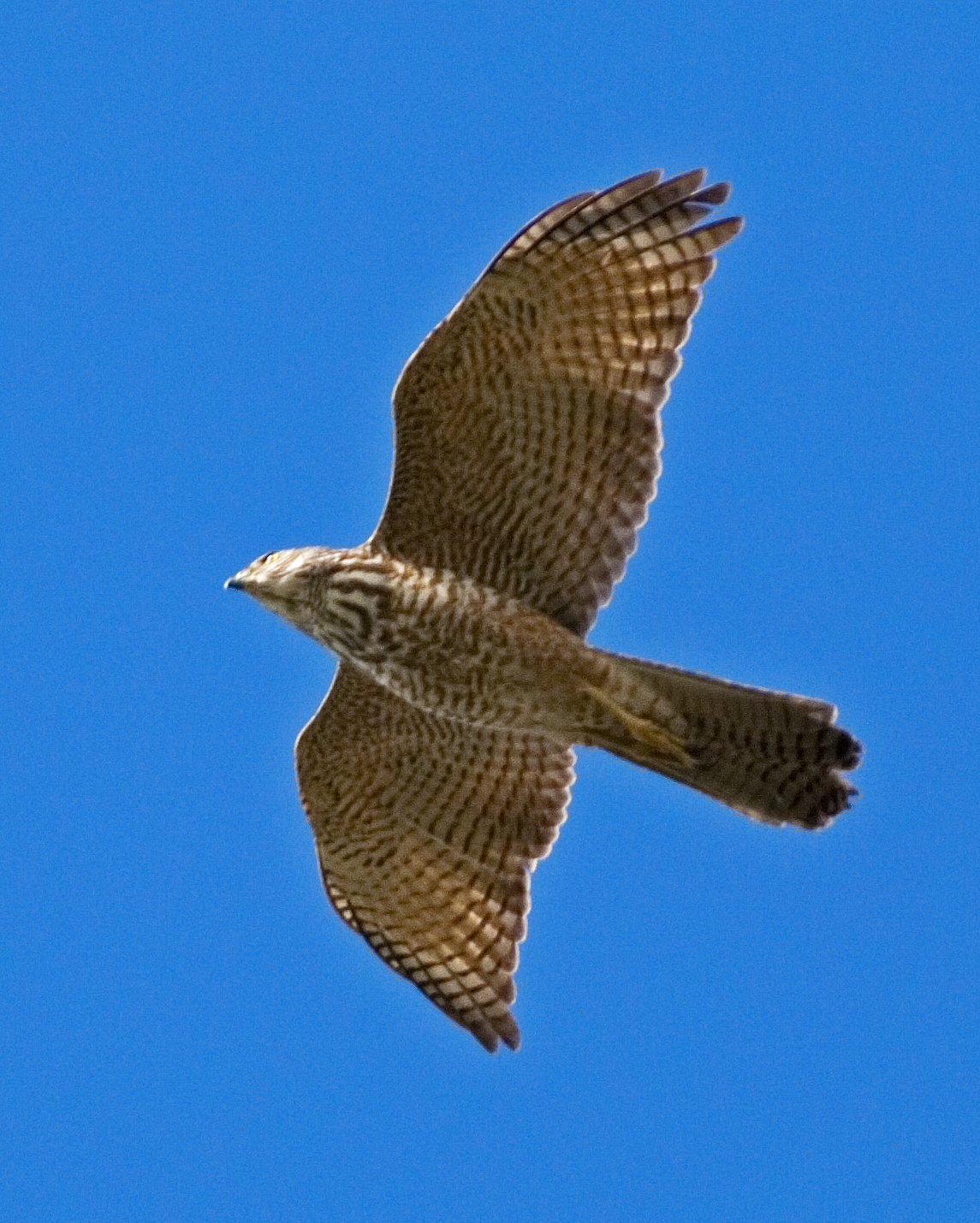
飛翔中的棕蒼鷹。

鹰（或作老鷹）在現代中文中是一種俗稱，其生物分類學範圍隨時間有所變化，廣義上指稱原隼形目（現被拆分為隼形目、鷹形目及美洲鷲目）的猛禽，狹義上則可指鷹科或鷹屬鳥類，或甚至曾專稱黑鳶此一物種。:1

## 名稱範圍
自古以來，中文就有許多相關單字用以指稱各種猛禽，其中「鷹」一字原用以指稱在白天活動的猛禽，即原生物分類學中的舊「隼形目」。:1而老鷹的「老」字則僅表示為親切稱呼，無實際意義。但隨著分類學的進步（例如當時仍被認為是一類鷹的隼科鳥類被發現與雀更為相近）這些俗稱因而產生了混亂；直到約1980年代，中國鳥類學家鄭作新及鄭光美先後接續重整了中文的鳥名系統因而被重新劃分範圍，其中「鷹」今日專用以指稱鷹科下的（小型）猛禽，或更狹義地指稱鷹屬下那些短翼長尾的物種。在現行狹義的定義下，其意義等同於英語中的，但在英式用法下有時也可用於一些隼。作複數形式時則可概括除禿鷲外的所有現今鷹形目成員。
另一英文單詞是一個常與中文「鷹」相混淆的用詞，但實質上指的是如白頭海鵰（Bald eagle）那類的大型猛禽，在中文對應的是「鵰」；而則是專指體型較小的那類。

## 型態與習性
鷹是一種除了南極洲，廣布於全球的鳥類，其體型大小不一；可棲息於山區、林地、平原、海邊等各種環境，翅強善飛的特性使其活動範圍廣大。
鷹為肉食性，嘴弯曲锐利，方便撕開及進食肉塊，脚爪具有钩爪，性情凶猛，食物包括小型哺乳动物、爬行动物、其他鸟类以及鱼类，白天活动。牠們還有極為銳利的視力使牠們非常善於狩獵。鷹可以從很遠的地方，看見可能的獵物，這樣特殊的視力主要是因為它們有極大而且特殊的瞳孔，可以讓進入眼睛的光線產生的繞射達到最小的程度。鷹的雌鳥體型通常比雄鳥大。鷹以腳爪來殺死獵物，而隼則是用腳爪抓取獵物，用喙殺死獵物。雖然鷹被描述成是暴力的掠食者，但有些種類的習性是優雅而安靜的。
年幼的鷹會被親鳥餵養至足以離開巢中，年輕的鷹會在約6周大的時候離巢，以本能來捕獵。鷹最喜好在夜晚將近，天色開始變暗時的白天狩獵。鷹的移動方式主要是靠飛行，首先迅速地拍翅，接著開始滑翔。鷹在求偶後會共同照顧蛋直到蛋孵化。。

## 文化
鷹派（英語：War hawk）通常指主戰派、強勢而主動出擊者。與其相反的為鴿派。
一些運動團體也會拿鷹來作為象徵。如美國NBA的亞特蘭大老鷹；中華職棒的台鋼雄鷹；台灣職籃T1聯盟的台鋼獵鷹等。
漫威以鷹之名創出超級英雄角色：鷹眼。
春秋時代的《列子》提及黃帝在阪泉之戰時將鵰、鶡、鷹、鳶作為旗幟。

## 延伸阅读
[在维基数据编辑]
 《欽定古今圖書集成·博物彙編·禽蟲典·鷹部》，出自陈梦雷《古今圖書集成》